# Quadrat d'Athènes
Saint Quadrat, en latin Quadratus, en grec ancien Κοδρᾶτος, fut, au témoignage de Jérôme de Stridon, un évêque d'Athènes vers l'an 126, après Saint Publius et avant Léonidas (el).
Disciple des apôtres et membre des Septante disciples, il présenta en 124 ou 125 à l'empereur Hadrien une Apologie des Chrétiens, suivant le rapport d'Eusèbe de Césarée dans son Histoire ecclésiastique :
« Trajan, après avoir régné vingt ans moins six mois eut pour successeur à l'empire Aelius Hadrianus. Quadratus dédia à ce dernier un discours qu'il lui fit remettre et où il présentait l'apologie de notre religion, parce qu'alors des hommes malfaisants essayaient de tracasser les nôtres. On trouve encore maintenant ce livre chez beaucoup de frères et nous l'avons, nous aussi. On y peut voir des preuves éclatantes de l'esprit de son auteur comme aussi de son exactitude apostolique. Cet écrit porte en lui la preuve de son antiquité dans le récit qu'il présente en ces termes :
Les œuvres de notre Sauveur, parce qu'elles étaient vraies, ont été longtemps présentes. Ceux qu'il a guéris, ceux qu'il a ressuscites des morts n'ont pas été vus seulement au moment où ils étaient délivrés de leurs maux ou rappelés à la vie ; ils ont continué à exister pendant la vie du Christ et ont survécu à sa mort pendant d'assez longues années, si bien que quelques-uns sont même venus jusqu'à nos jours. » (Liv. IV, III)
Le fragment cité par Eusèbe est le seul élément connu de l'apologie de Quadrat qui était contemporaine de celle rédigée par Aristide d'Athènes.
Sa fête est le 21 septembre.